# Naissance en 1023
Naissance
- 1019
- 1020
- 1021
- 1022
- 1023
- 1024
- 1025
- 1026
- 1027

Cette page dresse une liste de personnalités nées au cours de l'année 1023 :
- 25 février : Lý Thánh Tông, empereur du Đại Việt.

- Anastasia de Kiev, reine consort de Hongrie.
- Guillaume VIII d'Aquitaine, comte de Poitiers et duc d'Aquitaine.
- Othon Ier de Savoie, comte en Maurienne, marquis de Suse et d'Italie.
- Raimond-Bérenger Ier de Barcelone, comte de Barcelone et de Gérone